# Endolysine
Een endolysine is een enzym dat in staat is het peptidoglycaan dat teruggevonden wordt in de celwand van bacteriën af te breken. Hierdoor raakt de celwand van de bacterie beschadigd, wat kan leiden tot het lyseren van de bacteriële cel.
Bacteriofagen produceren deze lysines om op het einde van hun (lytische) cyclus zichzelf terug vrij te zetten uit de bacteriële cel om zo nieuwe cellen te infecteren.
Afhankelijk van het type binding dat deze endolysines breken, spreken we van muramidases, transglycosylases, amidases of endopeptidases.

## Toepassingen
Doordat endolysines bacteriën kunnen vernietigen, kunnen ze gebruikt worden als een alternatief voor antibiotica. Endolysines zijn zeer specifiek, werken snel en bacteriën kunnen er moeilijk resistentie tegen opbouwen. Een voorbeeld hiervan is het mogelijk gebruik van het endolysine C1 (lysin) dat specifiek werkt tegen een aantal streptokokken die een keelontsteking kunnen veroorzaken. De toepassingen van endolysines beperken zich echter wel vooral tegen grampositieve bacteriën, zoals Staphylococcus aureus, omdat gramnegatieve bacteriën nog een buitenste membraan hebben die het peptidoglycaan beschermt tegen de endolysines. Endolysines behoren tot de enzybiotica.